# 梅内斯普莱 (多尔多涅省)
梅内斯普莱（法語：Ménesplet）是法国多尔多涅省的一个市镇，属于佩里格区（Périgueux）蒙特蓬梅内斯泰罗县（Montpon-Ménestérol）。该市镇总面积18.91平方公里，2009年时的人口为1646人。

## 人口
梅内斯普莱人口变化图示